# Alfred Weber (Amerikanist)
Alfred Weber (* 15. Januar 1925 in Berlin; † 23. März 2006) war ein deutscher Amerikanist.

## Leben
Weber studierte von 1946 bis 1951 Anglistik, Romanistik und Psychologie an der Berliner Humboldt-Universität (bis 1949 Friedrich-Wilhelms-Universität), dann an der Universität Tübingen, wo er 1953 mit der Arbeit Der Symbolismus T. S. Eliots: Versuch einer neuen Annäherung promovierte.
Von 1954 bis 1962 war er Assistent, 1962 bis 1964 dann Lektor am Amerika-Institut der Freien Universität Berlin; 1956–57 lehrte er ein Jahr als Honorary Fellow an der University of Minnesota. 1964–1968 war er Lektor, dann Akademischer Rat an der Universität Heidelberg, wo er sich mit einer Arbeit über das Frühwerk Nathaniel Hawthornes habilitierte. 1968 folgte er einem Ruf als ordentlicher Professor nach Tübingen, wo er bis zu seiner Emeritierung 1990 den Lehrstuhl für Amerikanistik innehatte.
Neben der Literatur galt sein Forschungsinteresse dem amerikanischen Film und Fernsehen; auf seine Anregung geht die Gründung des Deutschen Filmarchivs für Nordamerikastudien zurück, das am 2010 geschlossenen Göttinger Institut für den Wissenschaftlichen Film angesiedelt war.

## Werke (Auswahl)
- Die Entwicklung der Rahmenerzählungen Nathaniel Hawthornes. Erich Schmidt Verlag, Berlin 1973. ISBN 3-503-00714-8 (Zugleich Habil.-Schrift Heidelberg 1972)